# … damit es weitergeht
… damit es weitergeht ist ein Dokumentarfilm des DEFA-Studios für Dokumentarfilme von Richard Cohn-Vossen aus dem Jahr 1970.

## Handlung
Der Film beginnt mit einem Blick auf das heutige Wolgograd und spielende Kinder. Ein Rückblick zeigt Filmaufnahmen aus einem Flugzeug, welches über die Stadt fliegt, die damals noch Stalingrad hieß und das Ausmaß der Zerstörung durch die Deutsche Wehrmacht zeigt. Es werden auch Bilder von deutschen Soldaten und Offizieren gezeigt, die den Weg in die sowjetische Kriegsgefangenschaft antreten. Diesen Weg gingen auch vier Deutsche, die sich in diesem Dokumentarfilm in einem Interview den Fragen über die Angst vor Vergeltung, die Schuldfrage und das allmähliche Zerbrechen eines Feindbildes stellten. Sie sprechen aber auch über den Prozess ihres Umdenkens, der erst durch die Begegnung mit dem Nationalkomitee Freies Deutschland (NKFD) möglich wurde.
Einer der ersten deutschen Kriegsgefangenen war der Kampfflieger Oberleutnant Eberhard Charisius, der gleich am ersten Tag des Überfalls auf die Sowjetunion abgeschossen wurde. Auf Filmaufnahmen aus einem Kriegsgefangenenlager wird gezeigt, wie er von dem sowjetischen Schriftsteller Konstantin Fedin befragt wird. Er gehörte in Stalingrad bereits zu den Mitgliedern des NKFD, die deutsche Soldaten im Kessel zur Kapitulation bewegen wollten. Weitere Gesprächsteilnehmer der Gesprächsrunde waren die ehemaligen Unteroffiziere Georg Günter und Paul Pflock sowie Hauptmann Gerhard Dengler, der mit seiner Einheit Anfang 1943 in Stalingrad separat kapitulierte. Die Runde wurde vervollständigt durch Leni Berner, Kommunistin, 1935 in die Sowjetunion emigriert und im Krieg als Lehrerin in einer Frontschule für Kriegsgefangene tätig.
Aufnahmen vom zerstörten Stalingrad und heutigen Wolgograd sowie Bilder der Männer in ihrem damaligen und heutigen Umfeld ergänzen das Gespräch.

## Produktion und Veröffentlichung
Die Recherchen erledigten Anne Richter und Charlotte Galow.
… damit es weitergeht wurde, von der Künstlerischen Arbeitsgruppe Profil, unter dem Arbeitstitel Wandlung der Besiegten in Schwarzweiß gedreht und hatte am 15. Mai 1970 im Marmorsaal des Zentralen Hauses der DSF in Berlin, seine festliche Erstaufführung. Im 1. Programm des Deutschen Fernsehfunks wurde der Film am 22. Juni 1970 gezeigt.

## Kritik
K. J. Wendlandt schrieb im Neuen Deutschland:

„Regisseur Richard Cohn-Vossen und seine Kameramänner Hans E. Leupold und Christian Lehmann schufen einen packenden Filmbericht, der nahegeht.“